# Krasnyj Oktjabr
Krasnyj Oktjabr (ukrainisch Красний Октябр – ukrainisch offiziell seit dem 12. Mai 2016 Lypske/Липське; russisch Красный Октябрь/Krasny Oktjabr) ist eine Siedlung städtischen Typs im Osten der Ukraine in der Oblast Donezk mit etwa 600 Einwohnern.

## Geographie
Die Siedlung städtischen Typs liegt im Donezbecken, etwa 23 Kilometer nordöstlich vom Oblastzentrum Donezk und 14 Kilometer nordöstlich vom Stadtzentrum von Makijiwka, zu dessen Stadtkreis sie zählt, entfernt.
Der Ort gehört zur Siedlungsratsgemeinde von Nyschnja Krynka, die wiederum zum Stadtrajon Sowjet der Stadt Makijiwka zählt und befindet sich südwestlich des Ortes.

## Geschichte
Die Siedlung nach dem Zweiten Weltkrieg: 1957 erhielt sie den Status einer Siedlung städtischen Typs, seit Sommer 2014 ist der Ort im Verlauf des Ukrainekrieges durch Separatisten der Volksrepublik Donezk besetzt.